# Contrade di Milano

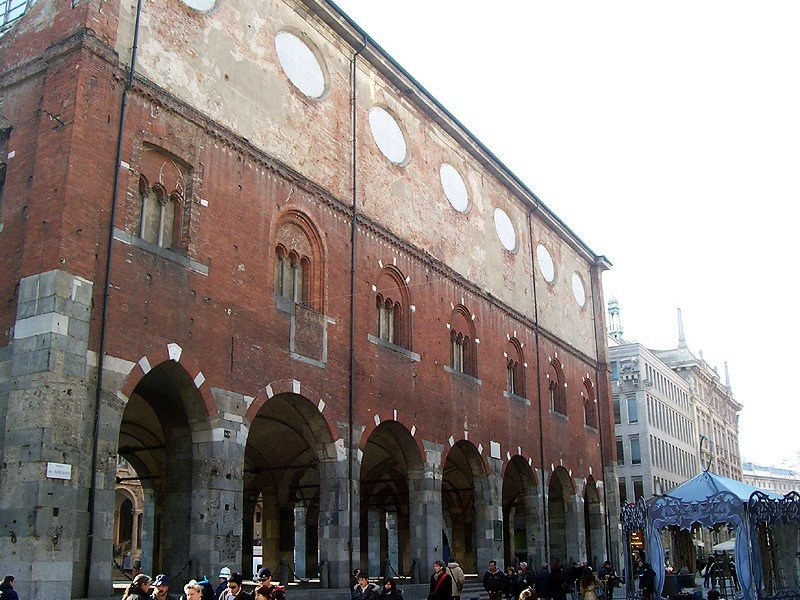
Il Palazzo della Ragione di Milano, che faceva parte della Contrada dei Rostri, definita per questo motivo contrada Capitana di Milano

Le contrade di Milano sono state le suddivisioni storiche della città lombarda di Milano risalenti al Medioevo e sono utilizzate fino al XIX secolo, quando sono state sostituite dai moderni quartieri.
Milano era divisa in trenta contrade accorpate, a gruppi di cinque, in ciascuno dei sei sestieri della città.

## Storia

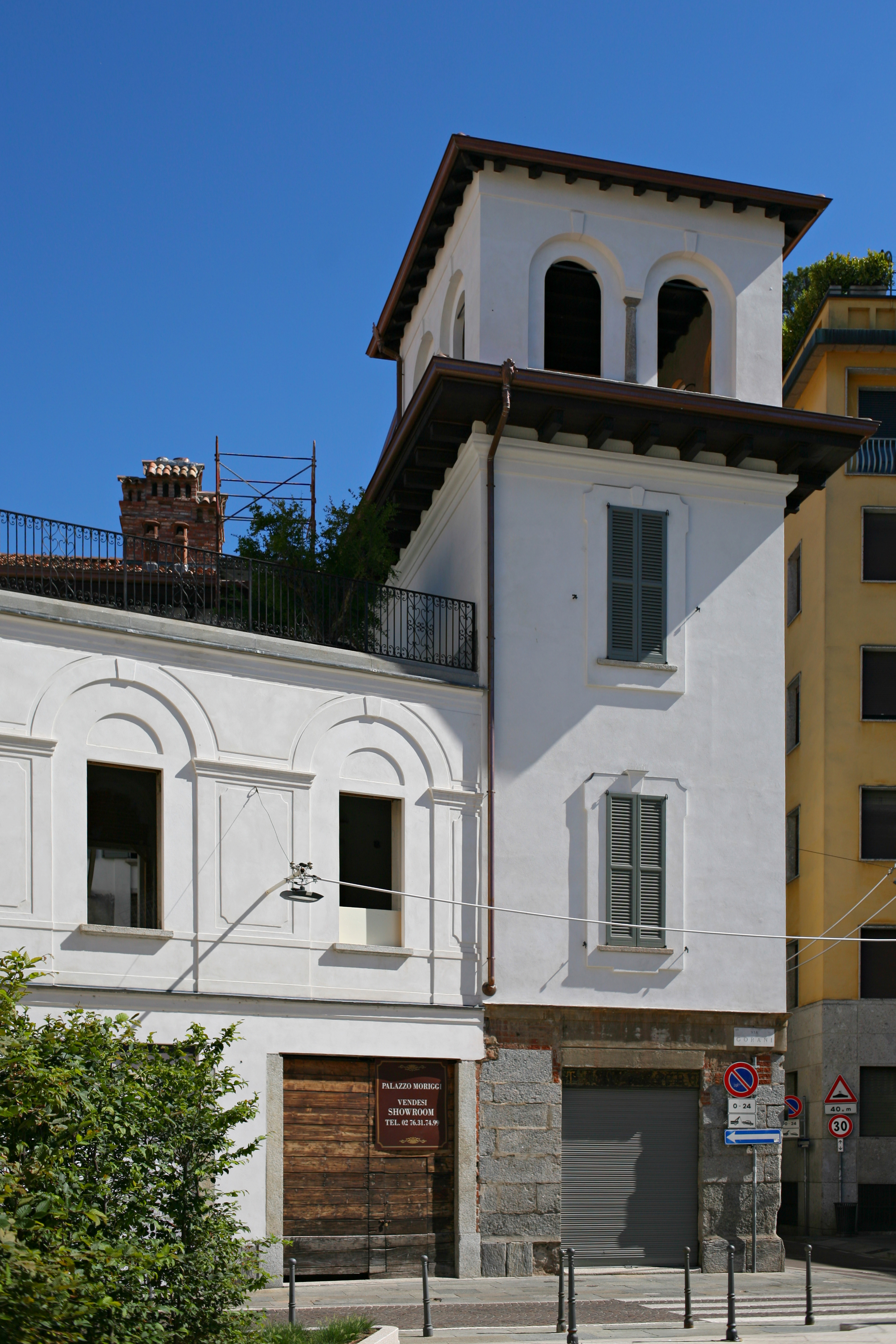
La Torre dei Moriggia, riferimento per la Contrada dei Morigi

Scorcio della Nobile Contrada del Cordusio, che faceva parte del sestiere di Porta Comasina, in una foto precedente al 1882

La contrade di Milano hanno origine almeno medievale: per tale motivo erano tutte comprese entro la Cerchia dei Navigli, ovvero al fossato delle mura medievali di Milano reso poi navigabile. Le contrade avevano origine militare, forse risalente all'epoca romana: a ciascuna di esse era infatti legata una torre di guardia secondaria, che era presidiata da un'unità di cavalleria (i cosiddetti milites). Gli avamposti militari principali erano invece collegati ai sestieri, in particolare alle porte cittadine a cui facevano riferimento questi ultimi, che erano provviste di torri e camminamenti, dove erano presenti le guarnigioni che difendevano la città.
La fanteria (i cosiddetti pedites), che era formata dal popolo (la cavalleria era costituita, come già accennato, da nobili), faceva invece riferimento alle vicinie, ovvero a quell'insieme di persone abitanti nella medesima località con beni e interessi comuni, in questo caso anche militari. Le vicinie erano una trentina, circa quanto il numero delle contrade. Per quanto riguarda le contrade, essendo relative alla presenza di torri presidiate da cavalieri appartenenti alle famiglie nobiliari milanesi, era relativamente comune il fatto che la loro denominazione fosse legata al nome di alcune famiglie aristocratiche della città: esempi sono i Cicogna, i Morigi e i Bossi, che diedero la denominazione alle omonime contrade.
Le corporazioni delle arti e mestieri di Milano erano in origine concentrate in corrispondenza di una porta cittadina: solo in seguito iniziarono a concentrarsi in alcune vie specifiche, da cui poi sono derivati molti nomi storici di alcune vie di Milano, parte dei quali sono giunti sino a noi, come via Spadari, via Armorari, piazza dei Mercanti, via Cappellari, via dei Fabbri e via Orefici. Ad ogni contrada era associata una chiesa di riferimento, a cui si affiancavano altri edifici religiosi. Complessivamente, durante il Medioevo, a Milano erano presenti un centinaio di edifici di culto oppure, più genericamente, complessi edilizi legati all'ambito religioso. Le chiese più importanti erano definite chiese decumane. 

Via San Giovanni in Laterano a Milano, quartiere del Bottonuto, della Contrada del Brolo, che faceva parte del sestiere di Porta Romana

Le più importanti contrade di Milano, da un punto di vista storico, economico e sociale furono la Nobile Contrada del Cordusio, la Nobile Contrada della Cicogna, la Nobile Contrada di Sant'Ambrogio, la Nobile Contrada della Rosa, la Nobile Contrada delle Farine, la Nobile Contrada dei Bossi e la Contrada dei Rostri. Quest'ultima era la contrada Capitana di Milano perché ospitava, entro i suoi confini, il Palazzo della Ragione, ovvero il municipio della città, che aveva al suo interno gli uffici comunali (chiamati Corte del Comune) e il locale dove era custodito il gonfalone municipale di Milano. Oltre a ciò, all'interno del Palazzo della Ragione era custodito un simbolo molto importante per la Milano medievale: il Carroccio.
Le prime sei contrade sopraccennate, tutte caratterizzate dal titolo "nobile", erano quelle che confinavano con la Contrada dei Rostri formando complessivamente una fascia circolare intorno ai suoi confini: data la loro posizione centrale rispetto all'abitato di Milano, e la loro ubicazione intorno alla Contrada dei Rostri, erano le uniche contrade della città che potevano fregiarsi del titolo di "nobile". Ciascuna delle contrade nobili apparteneva a un sestiere specifico: quindi, ogni sestiere, aveva compresa entro i suoi confini solamente una contrada nobile.
Persa la loro funzione militare e sociale, per le contrade di Milano iniziò un progressivo fenomeno di oblio che portò alla loro scomparsa, anche sulle carte geografiche (su una mappa del 1763 vengono già definite genericamente "quartieri"), per poi svanire completamente dalla memoria dei milanesi tra il XIX secolo e l'inizio del XX secolo, complici anche le profonde modifiche urbanistiche che conobbe il centro storico di Milano, che snaturarono le antiche contrade.
Le contrade scomparvero infatti ufficialmente dalle mappe di Milano nel 1889 in occasione dell'approvazione del primo piano regolatore della città di Milano, il Piano Beruto, che venne steso dall'ingegner Cesare Beruto in una prima sua versione nel 1884, subendo una lunga gestazione insieme con una profonda e accurata revisione e trovando l'approvazione definitiva soltanto nel 1889, anno in cui entrò in vigore.
A partire dal Settecento il termine "contrada" iniziò a indicare, anche nella toponomastica ufficiale, le strade e non più i rioni: questo fenomeno non interessò solo Milano, ma l'intera Lombardia. Poi, a partire dal XIX secolo, le strade iniziarono a essere denominate con il titolo di vie: un esempio è via Monte Napoleone che si chiamava, fino al Settecento, contrada di Sant'Andrea.

## Mappa dei sestieri e delle contrade di Milano

Mappa del centro storico medievale di Milano (quello compreso entro la Cerchia dei Navigli) con i confini dei sestieri e delle contrade

## Le contrade
Le 30 contrade, divise per sestiere, erano le seguenti:

### Sestiere di Porta Comasina

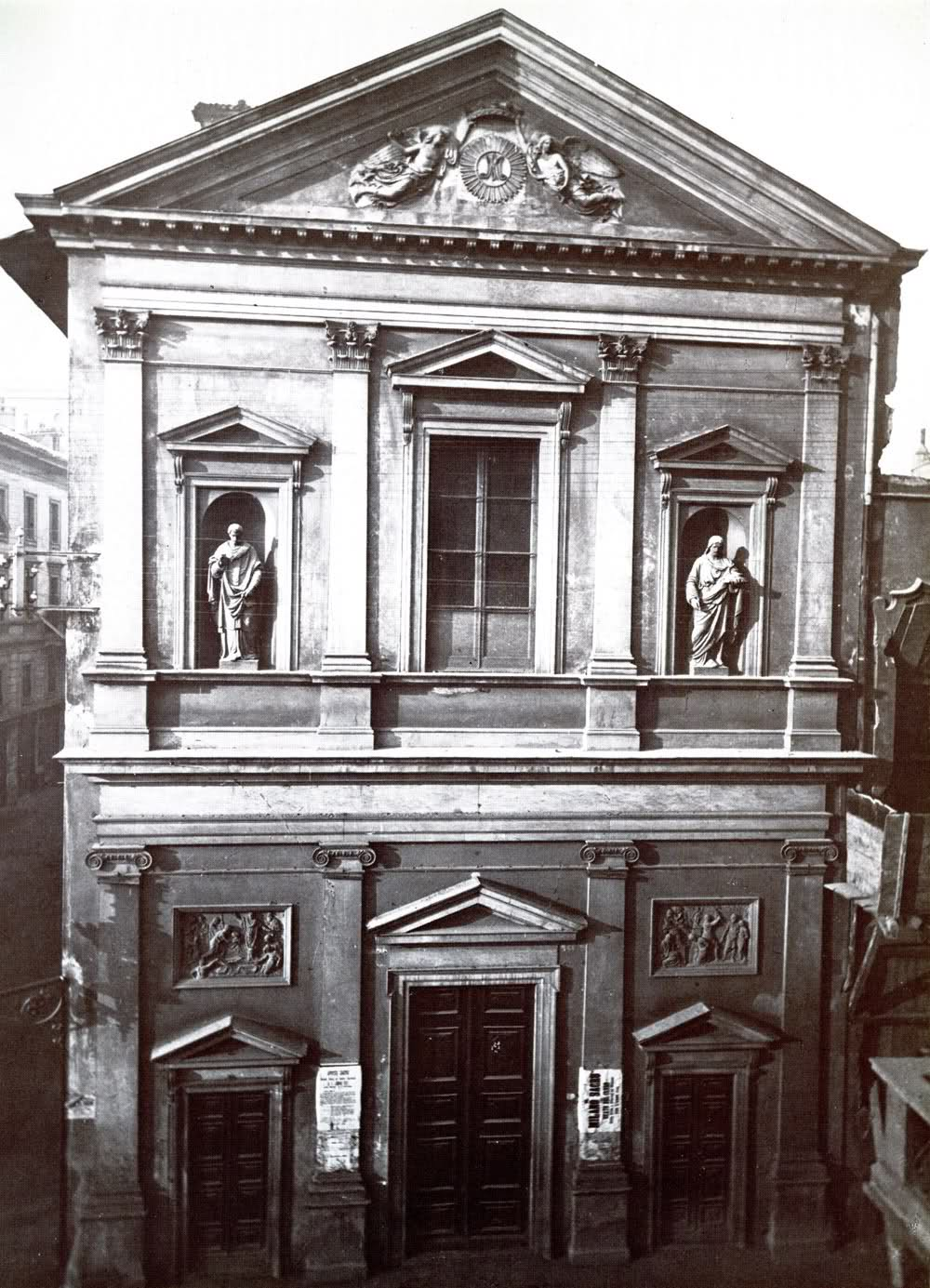
La chiesa di San Nazaro in Pietrasanta, che apparteneva alla Nobile Contrada del Cordusio

Foro Buonaparte visto da largo Cairoli direzione stazione di Milano Cadorna nel 1893. Anticamente, nei suoi pressi, sorgeva Porta Giovia romana. Vicino ad essa era presente, sempre in epoca romana, il Campo Marzio di Milano, da cui il nome della contrada del Campo

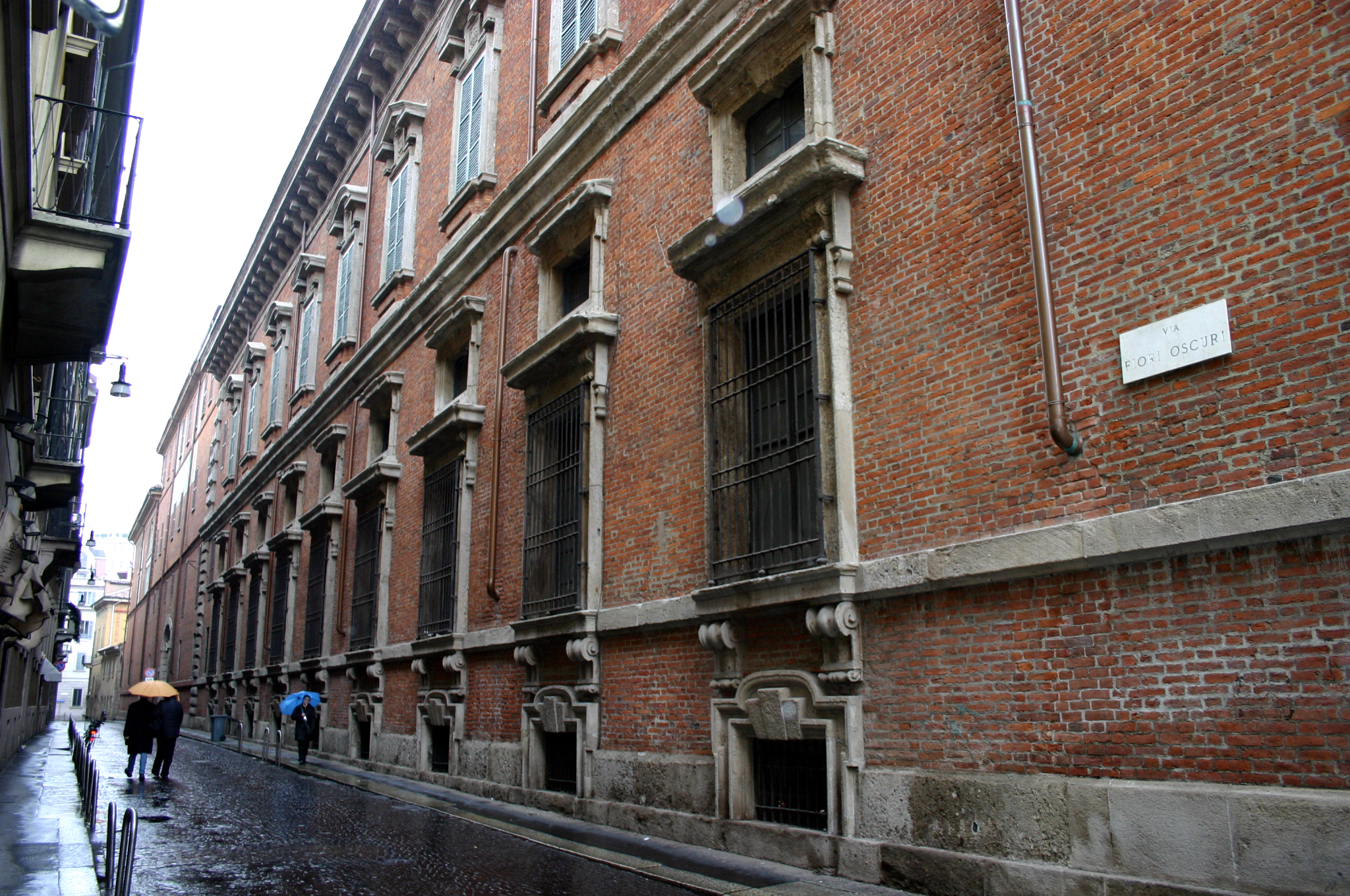
Via dei Fiori Oscuri nel 2007. A dispetto del nome, faceva parte del sestiere di Porta Nuova e non della contrada dei Fiori

Le cinque contrade del sestiere di Porta Comasina (Porta Comasina) erano: 
| Contrada                     | Stemma | Blasonatura dello stemma |
| ---------------------------- | ------ | --- |
| Nobile Contrada del Cordusio |        | Vessillo di rosso al gallo d'oro, coronato dello stesso.                                                                              |
| Contrada del Rovello         |        | Vessillo spaccato: nel primo di rosso alle due ruote di sei raggi d'argento, nel secondo d'argento alla ruota di sette raggi di rosso |
| Contrada dell'Orso           |        | Vessillo d'argento all'orso passante di nero, terrazzato di verde                                                                     |
| Contrada del Campo           |        | Vessillo spaccato: nel primo d'argento ai tre arbusti terrazzati di verde, nel secondo di argento ai tre pali di verde                |
| Contrada dei Fiori           |        | Vessillo partito: nel primo d'argento alle tre rose di rosso situate in palo e gambute di verde, nel secondo di rosso                 |

### Sestiere di Porta Nuova

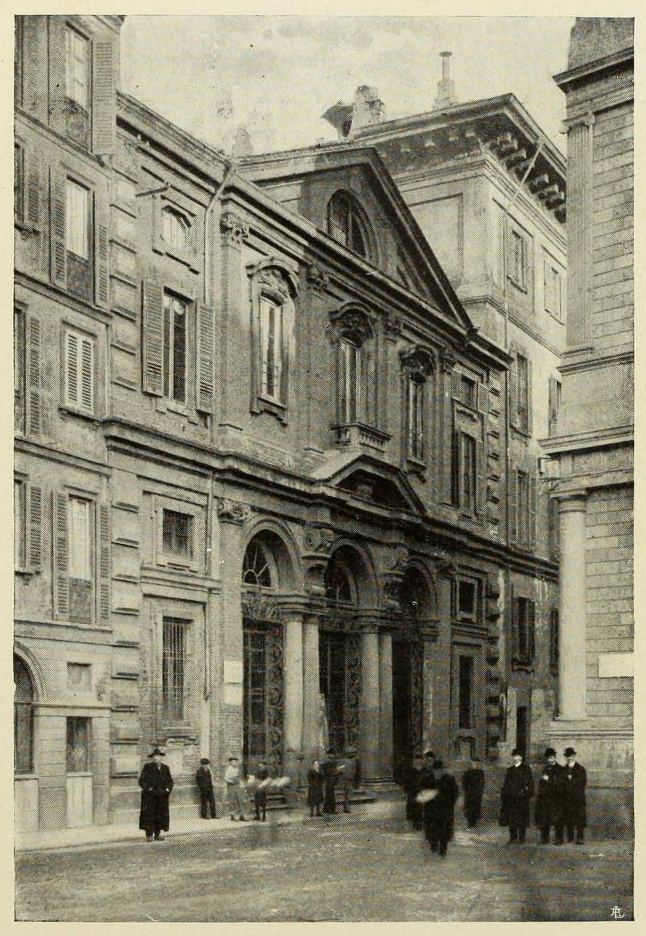
La chiesa di San Giovanni Decollato alle Case Rotte, che apparteneva alla Contrada della Mazza

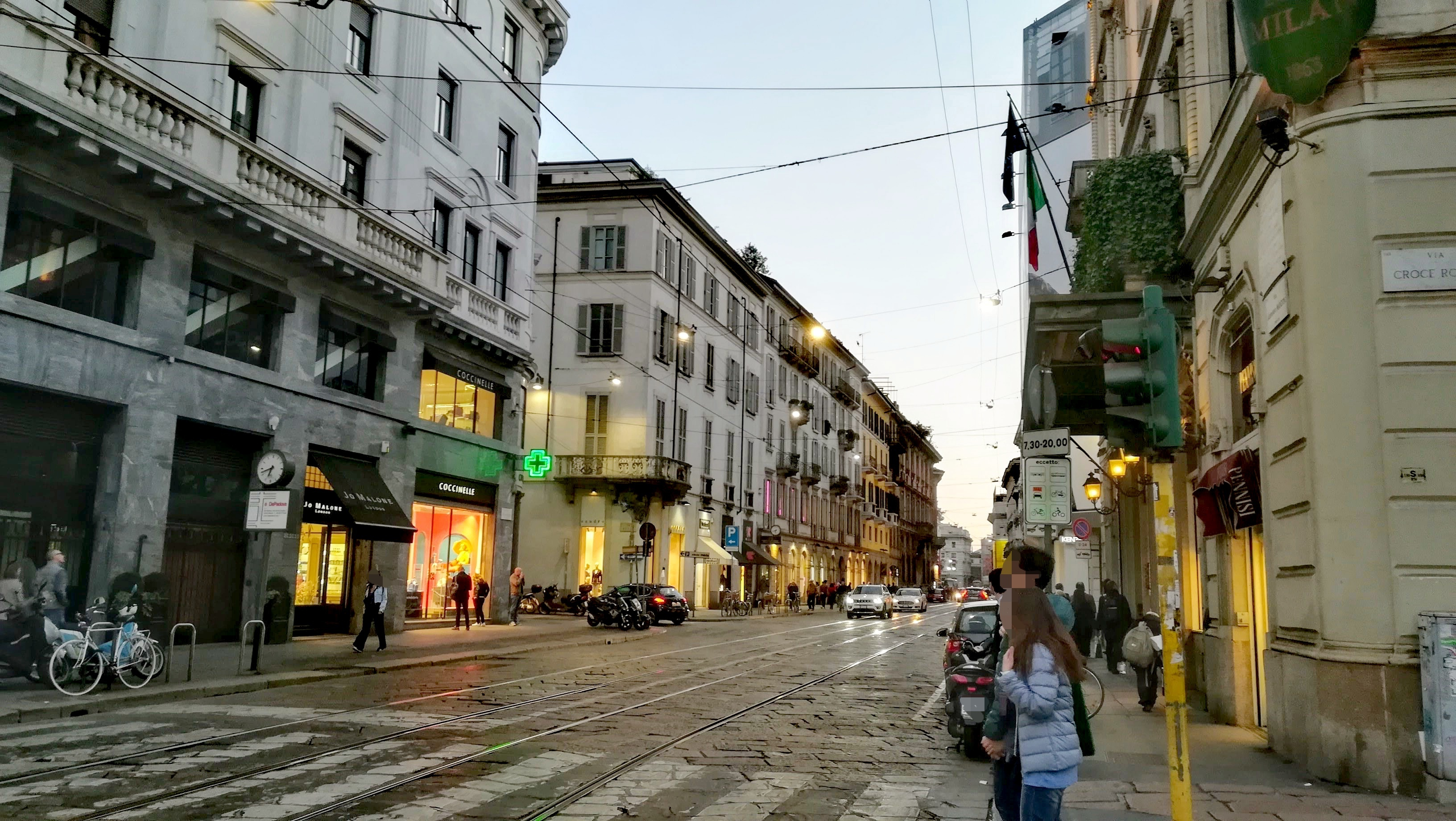
Via Manzoni, che apparteneva alla Contrada degli Andegari

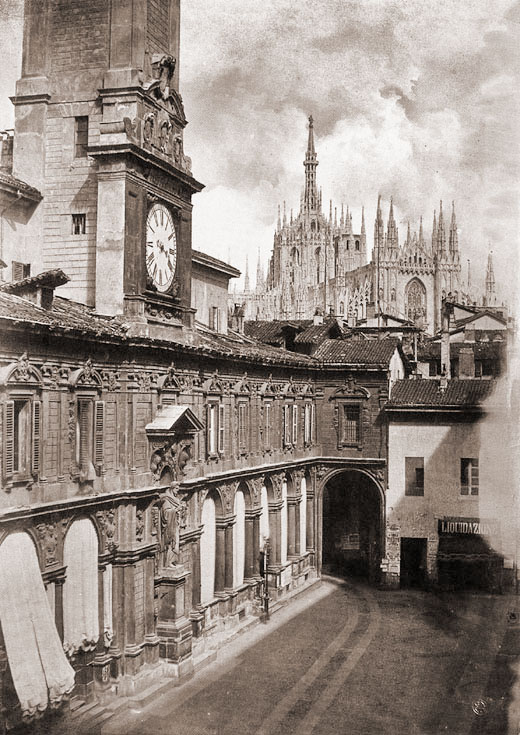
L'antica piazza Mercanti (ora via Mercanti) nel 1860, con ancora il caratteristico passaggio coperto per il Duomo, che si vede al centro dell'immagine e che era chiamato Porta della Pescheria Vecchia, demolita nel 1870, che metteva in comunicazione piazza Mercanti (appartenente alla Contrada dei Rostri) con la Nobile Contrada delle Farine

Le cinque contrade del sestiere di Porta Nuova (Porta Nuova) erano:
| Contrada                       | Stemma | Blasonatura dello stemma                                                                               |
| ------------------------------ | ------ | --- |
| Nobile Contrada dei Bossi      |        | Vessillo di rosso al bue d'argento armato di oro e alle corna ricurve dello stesso                     |
| Contrada dei Rostri (Capitana) |        | Vessillo d'oro all'aquila di nero, coronata del campo, artigliante la scrofa semilanuta                |
| Contrada della Mazza           |        | Vessillo di rosso alla punta rovesciata d'oro caricata di una mazza d'argento                          |
| Contrada degli Andegari        |        | Vessillo d'argento al leone rampante d'azzurro lampassato di rosso                                     |
| Contrada della Spiga           |        | Vessillo d'argento alle tre spighe d'oro gambute di verde e terrazzate dello stesso, situate in fascia |

### Sestiere di Porta Orientale

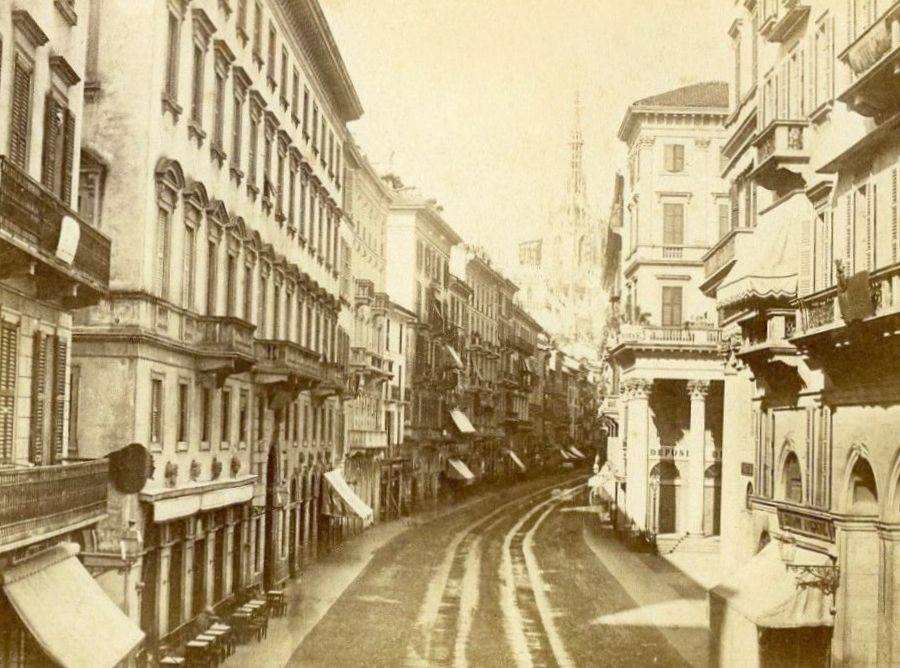
Corso Vittorio Emanuele II nel 1870. Faceva parte della Contrada dell'Agnello

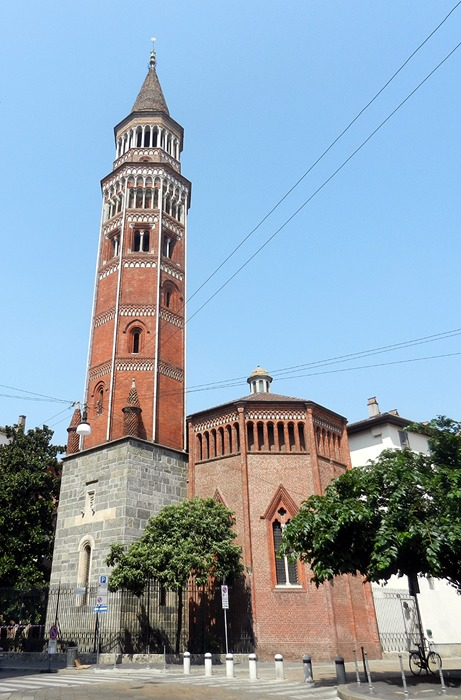
La chiesa di San Gottardo in Corte, che apparteneva alla Contrada del Verzaro

Le cinque contrade del sestiere di Porta Orientale (Porta Orientale) erano:
| Contrada                     | Stemma | Blasonatura dello stemma                                                                                             |
| ---------------------------- | ------ | --- |
| Nobile Contrada delle Farine |        | Vessillo di rosso al sacco d'argento aperto, da cui escono tre spighe di frumento alternate con tre foglie di verde  |
| Contrada dell'Agnello        |        | Vessillo d'azzurro all'agnello d'argento fermo al naturale e con la zampa anteriore sostenente lo stendardo crociato |
| Contrada del Verzaro         |        | Vessillo d'argento alla ruota a dieci raggi di rosso                                                                 |
| Contrada della Cerva         |        | Vessillo d'azzurro alla cerva passante e belante d'oro                                                               |
| Contrada di Bagutta          |        | Vessillo d'argento alla maschera di nero                                                                             |

### Sestiere di Porta Romana

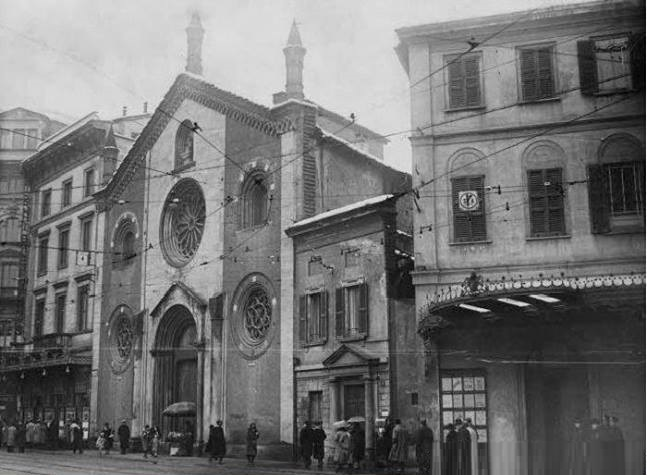
La basilica paleocristiana di San Giovanni in Conca prima della demolizione, che avvenne tra il 1948 e il 1952. Apparteneva alla Nobile Contrada della Cicogna

Il quartiere del Rebecchino (a destra), che si trovava in piazza del Duomo, nel 1870. Demolito nel 1875, apparteneva alla Contrada del Falcone

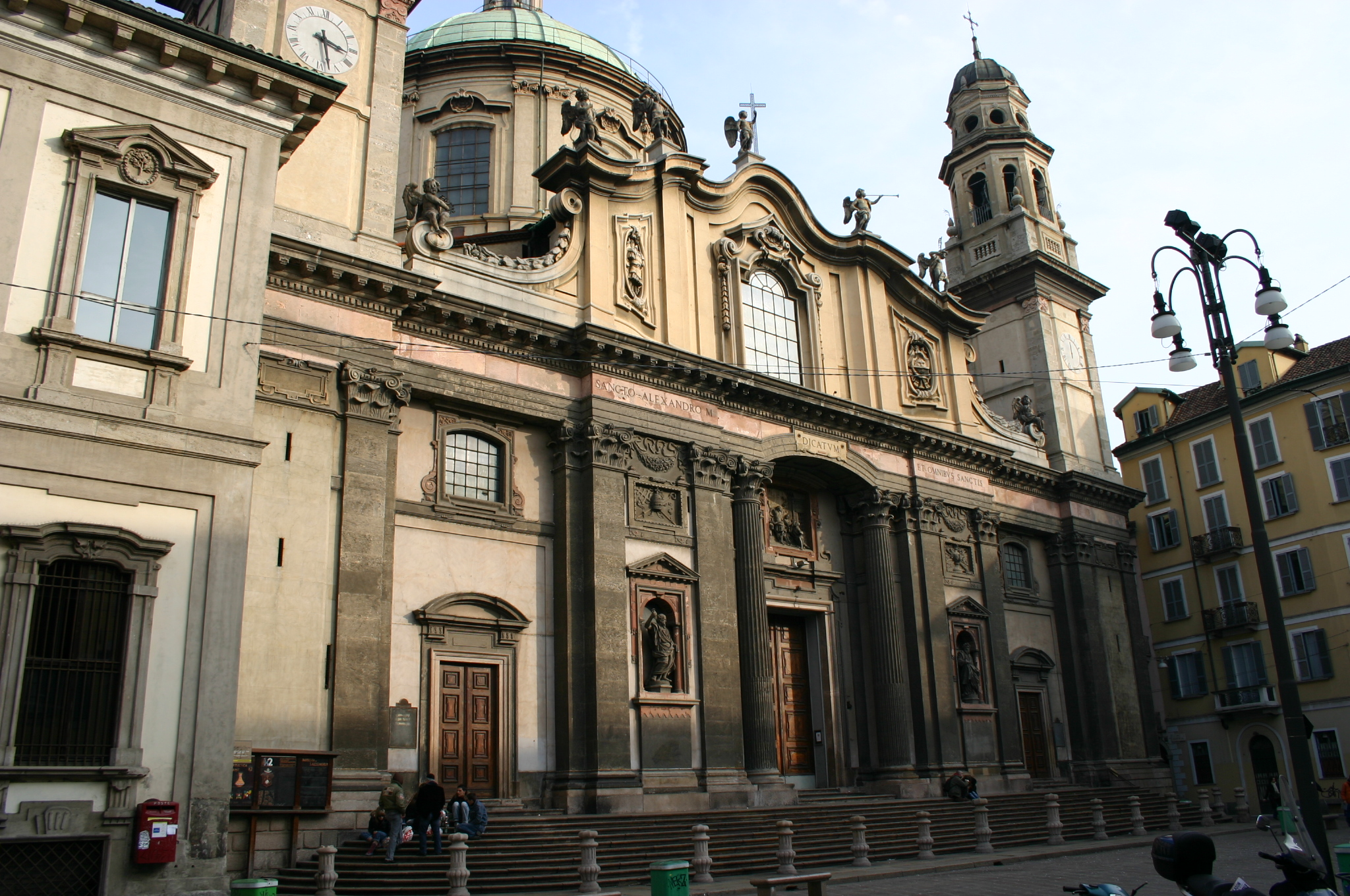
La chiesa di Sant'Alessandro in Zebedia, che apparteneva alla Contrada del Fieno

Le cinque contrade del sestiere di Porta Romana (Porta Romana) erano:
| Contrada                      | Stemma | Blasonatura dello stemma |
| ----------------------------- | ------ | --- |
| Nobile Contrada della Cicogna |        | Vessillo d'azzurro alla cicogna d'argento allumata di rosso, imbeccata e membrata dello stesso                                                                                    |
| Contrada del Falcone          |        | Vessillo d'argento al sinistrocherio inguantato d'oro e alla manopola di rosso sorreggente un falcone con le ali piegate al naturale, legato alla zampa sinistra con nastro rosso |
| Contrada del Fieno            |        | Vessillo d'azzurro ai tre monticelli di fieno al naturale e terrazzati di verde, uno accanto all'altro                                                                            |
| Contrada del Brolo            |        | Vessillo palato di rosso e d'oro, ciascun palo caricato di una rosa da uno all'altro                                                                                              |
| Contrada delle Capre          |        | Vessillo d'oro alla capra saliente di nero |

### Sestiere di Porta Ticinese

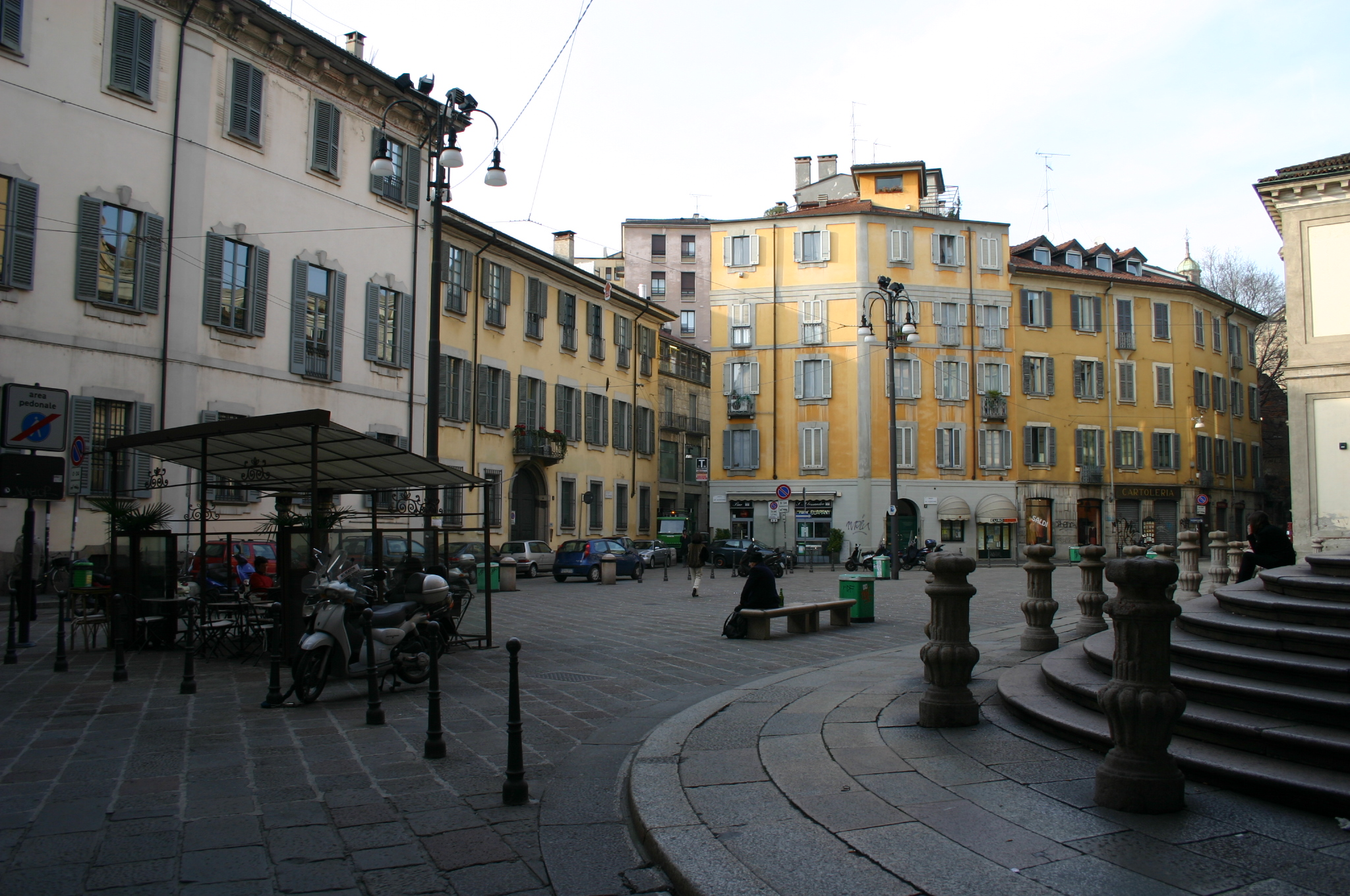
Piazza Sant'Alessandro, che si trovava al confine tra la Nobile Contrada di Sant'Ambrogio e la Contrada del Fieno

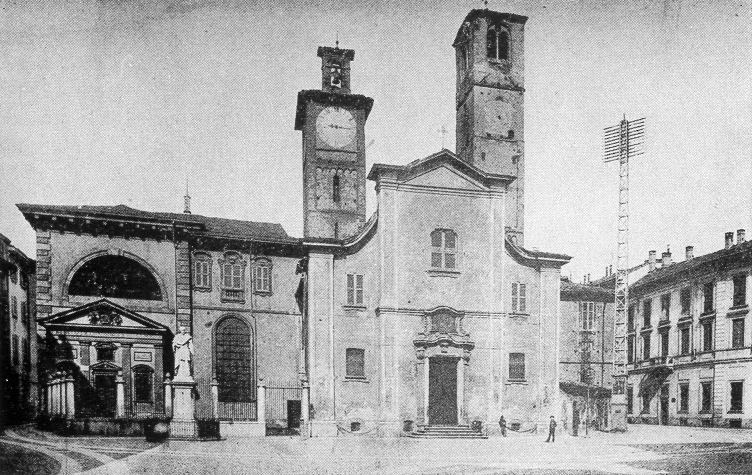
La chiesa di San Sepolcro in una fotografia precedente al 1894, con la vecchia facciata e i vecchi campanili; Si trovava nella Contrada della Lupa

Le Colonne di San Lorenzo prima delle demolizioni degli edifici circostanti, che avvennero del 1935. Appartenevano alla Contrada della Vetra

Largo Carrobbio per via Torino all'inizio del XX secolo. Il Carrobbio segnava il confine tra la Contrada delle Cornacchie e la Contrada della Vetra

Le cinque contrade del sestiere (di Porta Ticinese)  (Porta Ticinese) erano:
| Contrada                         | Stemma | Blasonatura dello stemma |
| -------------------------------- | ------ | --- |
| Nobile Contrada di Sant'Ambrogio |        | Vessillo di nero al sinistrocherio inguantato d'argento e alla manopola merlettata d'azzurro, da cui pende una balla d'argento, impugnante uno staffile di tre lingue di rosso guarnito d'oro |
| Contrada della Lupa              |        | Vessillo partito d'argento e di rosso alla testa di lupa di nero lampassata di rosso, uscente dalla partizione di destra                                                                      |
| Contrada delle Cornacchie        |        | Vessillo d'argento al corvo passante di nero imbeccato di rosso |
| Contrada del Torchio             |        | Vessillo d'azzurro al torchio d'oro accompagnato da una tinozza dello stesso |
| Contrada della Vetra             |        | Vessillo di rosso alle sedici colonne corinzie scanalate d'argento, unite da basamento e da architrave cimata della croce dello stesso                                                        |

### Sestiere di Porta Vercellina

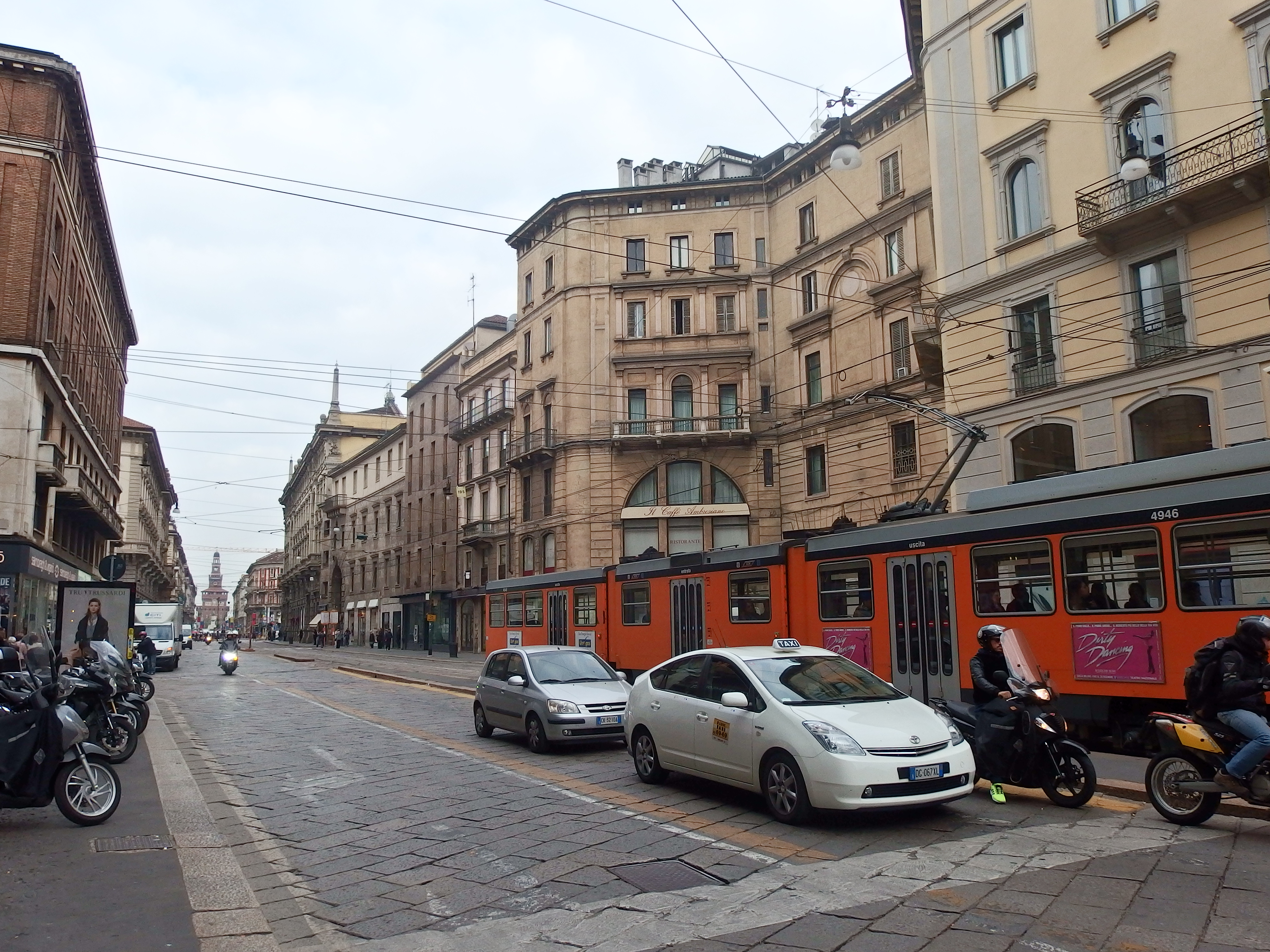
Via Orefici, che si trovava nella Nobile Contrada delle Rose

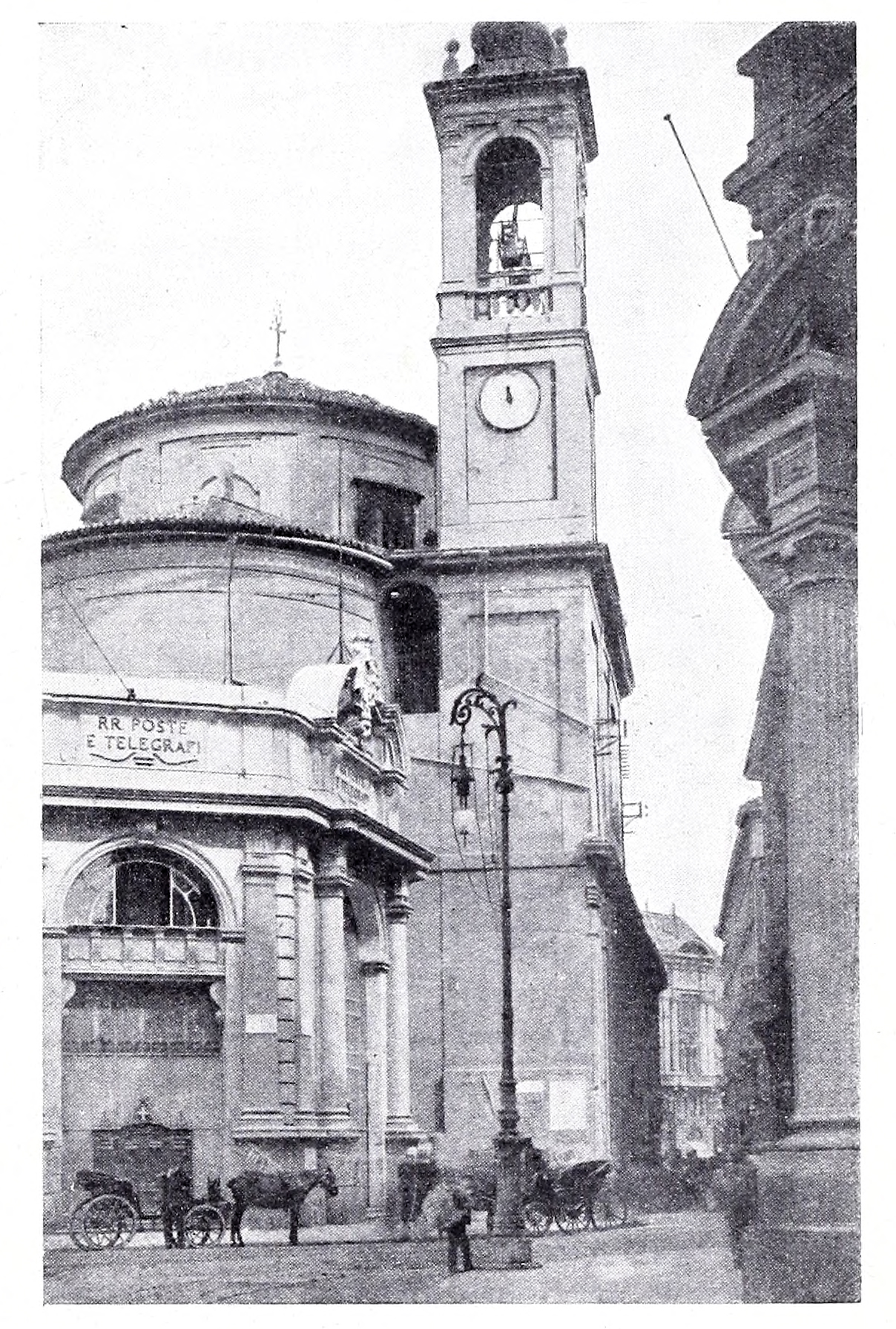
La chiesa di Santa Maria Segreta, che si trovava nella Contrada della Piscina

Le cinque contrade del sestiere di Porta Vercellina (Porta Vercellina) erano:
| Contrada                   | Stemma | Blasonatura dello stemma |
| -------------------------- | ------ | --- |
| Nobile Contrada della Rosa |        | Vessillo spaccato, nel primo d'argento alla rosa di rosso, nel secondo di rosso alla rosa d'argento |
| Contrada della Piscina     |        | Vessillo d'argento al castello merlato di tre pezzi di rosso, aperto di una porta del campo, sormontato da due torri finestrate, di tre, due su uno, e merlata di tre pezzi, lambito dall'acqua al pesce nuotante d'argento |
| Contrada dei Morigi        |        | Vessillo d'oro alla banda di nero accostata da due topolini dello stesso, uno da un canto, uno dall'altro |
| Contrada della Porta       |        | Vessillo d'argento alla porta di rosso con le ante aperte, sostenuta da uno zoccolo di tre gradini dello stesso |
| Contrada del Nirone        |        | Vessillo d'oro alle cinque palme di verde poste due, una, due |